# Busemarke
Busemarke (eller Budsemarke) er en landsby i Magleby Sogn på den østligste del af Møn, syd for Magleby og vest for Mandemarke. Busemarke har en stor grusgrav.
Busemarke nævnes i 1317. Landsbyen blev udskiftet i 1803.
Nordvest for Busemarke ligger Busemarke Dysse, som er 54 meter lang og 15 meter bred med et enkelt rektangulært begravelseskammer i midten. 
Noget sydvest for Busemarke og tættere på Klintholm Havn ligger Busemarke Mose. Området er mose med rørskov og omkringliggende enge og har et et varieret liv af fugle, herunder rørhøg, grågås, flere arter af ænder og vadefugle samt mange småfugle, bl.a. græshoppesanger, skægmejse, rørsanger, sivsanger og kærsanger. 
Busemarke ligger i Vordingborg Kommune og tilhører Region Sjælland.